# Hammerhead (filme)
Hammerhead é um filme de terror estadunidense de 2005, dirigido por Michael Oblowitz.

## Elenco
- William Forsythe como Tom Reed
- Hunter Tylo como Amelia Lockhart
- Jeffrey Combs como Dr. Preston King
- Elise Muller como Jane Harper